# Ksilitol
Ksilitol (pentapentol, E 967) zaslađivač je nastao u drvetu breze.
Ima okus po menti. Kao sastojak može se pronaći u žvakaćim gumama bez šećera i bombonima za osvježavanje daha. Ksilitol pomaže pri uništavanju bakterija u ustima koje su odgovorne za kvarenje zubi.